# Seikima-II
I Seikima-II (聖飢魔II?, Seikimatsu) sono un gruppo heavy metal giapponese, formatasi a Shinjuku, Tokyo nel 1982.

## Formazione

### Formazione attuale
- His Excellency Demon Kakka - voce
- Jail O'Hashi - chitarra
- Luke Takamura - chitarra
- Xenon Ishikawa - basso
- Raiden Yuzawa - batteria

## Discografia

### Album in studio
- 1985 - Seikima II - Akuma ga Kitarite Heavy Metal
- 1986 - The End of the Century
- 1986 - From Hell with Love
- 1987 - Big Time Changes
- 1988 - The Outer Mission
- 1990 - You Guy!
- 1992 - Kyoufu no Restaurant
- 1994 - Ponk!!
- 1996 - Mephistopheles no Shouzou
- 1997 - News
- 1998 - Move
- 1999 - Living Legend
- 2010 - Akuma Relativity (best of contenente due brani inediti)

### EP

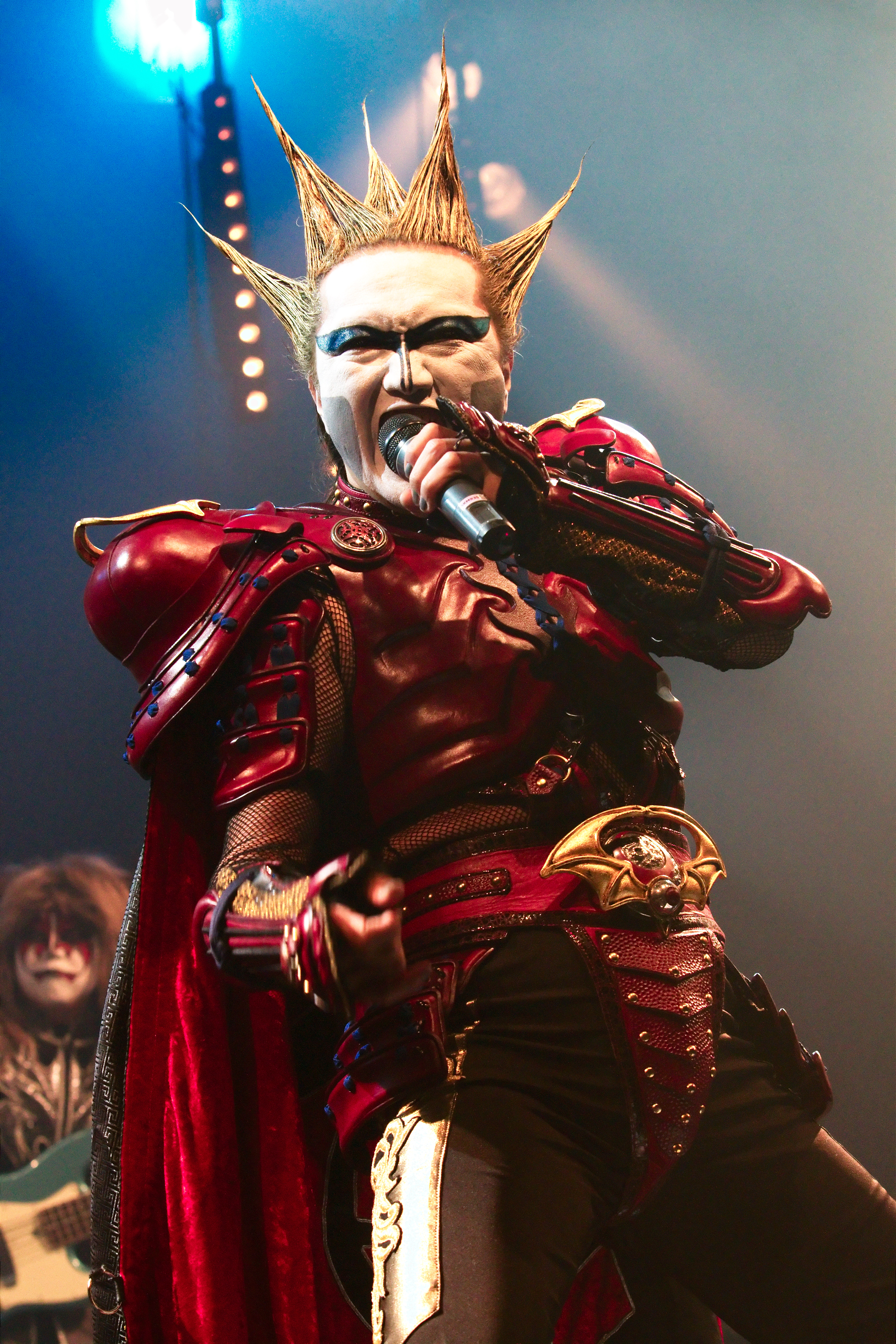
Il frontman Demon Kakka

- 1983 - Big Time Surrender

### Live
- 1992 - Live! Black Mass In London
- 2000 - The Black Mass: Final 3 Nights
- 2005 - The Live Black Mass B.D.3 メフィストフェレスの陰謀
- 2006 - All Standing 処刑 THE LIVE BLACK MASS D.C.7
- 2006 - 恐怖の復活祭 The Live Black Mass D.C.7 Selection (+α)
- 2011 - ICBM Osaka -妖艶!+震撼!+爆笑!=究極炎上!!-

### Raccolte
- 1989 - Worst
- 1991 - 愛と虐殺の日々
- 1999 - 1999 Black List
- 1999 - 1999 Blood List
- 2000 - Devil Bless You! 〜聖飢魔II Final Works〜
- 2003 - 聖飢魔II 入門教典 - The Best of the Worst
- 2009 - 悪魔 Nativity "Songs of the Sword"
- 2010 - A Quarter Century of Rebellion -世界的極悪集大成盤-

## Videografia
- 1995 - ル悪魔総進撃！THE SATAN ALL STARS